# Andrena ezoensis
Andrena ezoensis là một loài Hymenoptera trong họ Andrenidae. Loài này được Hirashima mô tả khoa học năm 1965.